# Jeanne Seillière
Pour les articles homonymes, voir Sagan.
Pour les autres membres de la famille, voir Famille Seillière.
Jeanne Seillière, née Anne Alexandrine Jeanne Marguerite Seillière à Paris (ancien 2e arrondissement) le 20 avril 1839, et morte à Ferrière-sur-Beaulieu (Indre-et-Loire) le 12 octobre 1905, plus connue par son titre de princesse de Sagan grâce à son mari Boson de Talleyrand-Périgord, est une collectionneuse de tableaux et un personnage de la vie mondaine française au XIXe siècle.

## Biographie
Fille du baron Achille Seillière, Jeanne Seillière est l'héritière d'une dynastie de banquiers et d'industriels des Vosges, propriétaires de banques et d'usines textiles. Son hôtel en bordure de l'esplanade des Invalides occupait toute la largeur comprise entre la rue Saint-Dominique et la rue de Grenelle, avec un jardin immense, plein de rocailles et de fontaines. 
En 1858, elle épousa Boson de Talleyrand-Périgord, prince de Sagan, qui lui donna deux fils, dont l'aîné sera ensuite le deuxième mari d'Anna Gould, autre riche héritière.
Les bals qu'elle donnait étaient de « grandes assises mondaines », comme le fut tout particulièrement celui du 2 juin 1885. Placé sur le thème « Le bal des bêtes », les quelque 1700 invités devaient par leur parure évoquer des animaux illustrés dans la colossale Histoire naturelle de Buffon — exception faite des poissons et de l'éléphant. L'hôtesse elle-même était costumée en paon, avec queue rétractable et une tête de paon empaillée au-dessus de sa coiffe. Le prince de Sagan, qui s'abstenait généralement de participer aux fêtes de sa femme, avait décidé de participer à celle-ci dans l'espoir de rencontrer la comtesse Greffulhe, étoile montante de la haute société en raison de son exceptionnelle beauté. Le lendemain du bal, le journaliste du Gaulois y consacre un long article et conclut que « cette fête surpasse tout et restera comme un modèle de magnificence et de goût [...] Mme la princesse de Sagan a vraiment le secret de ces réceptions rares, qui font vivre, pour quelques heures, leurs élus dans un vrai paradis d'élégances . »
Jeanne Seillière était en possession de six des huit premiers tableaux de Rembrandt, des portraits. 
La princesse de Sagan a servi de modèle à Madame de Luxembourg, personnage de A la recherche du temps perdu de Marcel Proust. Elle avait parmi ses amis Charles Haas, qui a aussi servi de modèle à Proust pour son personnage de Charles Swann.
Elle est la tante de Boni de Castellane, premier époux d'Anna Gould.
Elle vivait en partie à l'hôtel Monaco ou à l'hôtel de Sagan, rue Saint-Dominique à Paris. 

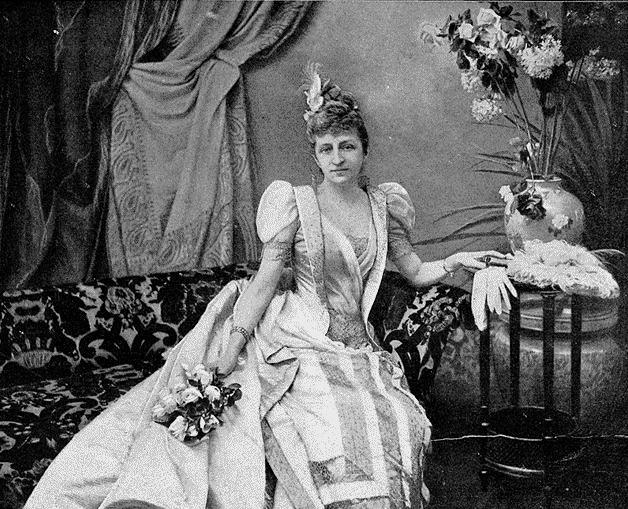
Portrait de la princesse de Sagan.

## Hommage
Une rose lui est dédiée en 1883 sous le nom de 'Princesse de Sagan'.
Françoise Quoirez choisit Françoise Sagan comme pseudonyme en hommage à la princesse de Sagan des romans de Marcel Proust.
Les pseudonymes de Françoise Sagan et Zoé Sagan sont des référence à son personnage.

## Sources
- (en) Caroline Weber, Proust's Duchess. How three celebrated women captured the imagination of fin-de-siècle Paris, New York, Vintage books, 2018, 715 p..